# Trimvest

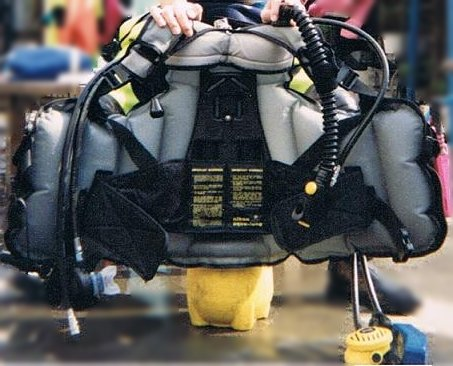
type BC

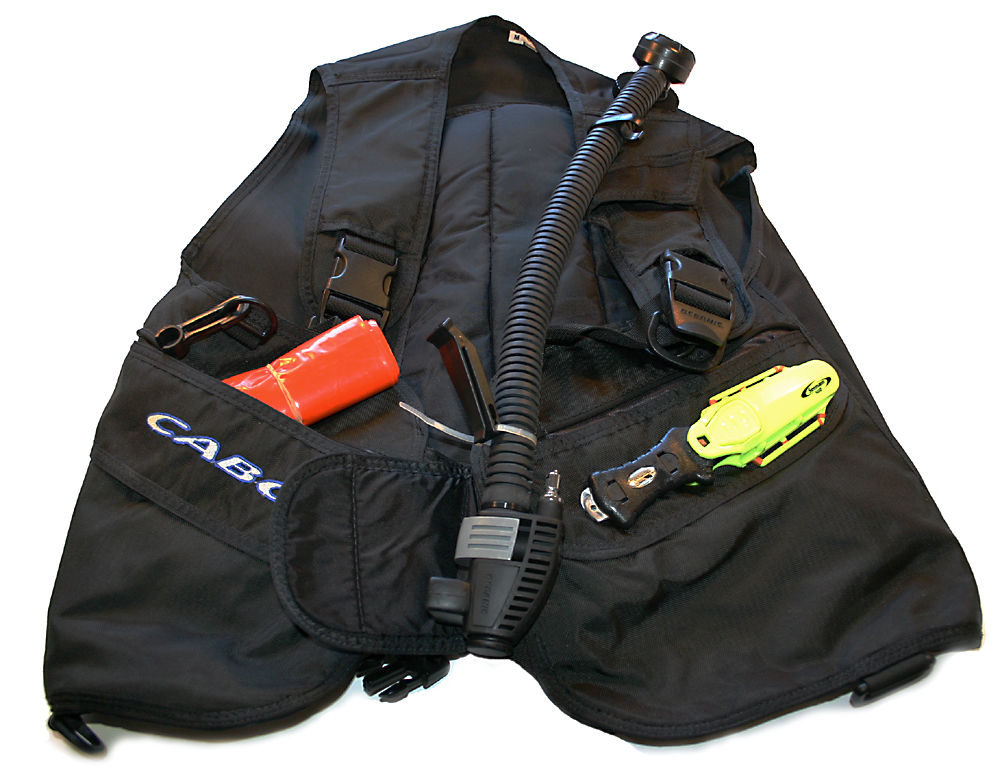
stab jacket type

Een trimvest is een apparaat dat gebruikt wordt bij het duiken om het drijfvermogen te regelen.
Een trimvest heeft veel verschijningsvormen, maar het basisprincipe is hetzelfde. Het bestaat uit een luchtkamer met één inflator, aangesloten op de eerste trap van de automatenset, en een of meerdere ontluchtingsventielen. Door lucht in en uit de kamer te laten verandert het volume van het vest en dus ook het drijfvermogen volgens de wet van Archimedes (Een voorwerp, geheel of gedeeltelijk ondergedompeld in een vloeistof, ondervindt een opwaartse kracht die gelijk is aan het gewicht van de verplaatste vloeistof). Er zijn drie "soorten" drijfvermogen, te weten: positief (men is lichter dan water, gaat dus omhoog of drijft op het water), neutraal (men heeft hetzelfde gewicht als water en "zweeft" op elke willekeurige waterdiepte) en negatief (men is zwaarder dan water en zinkt).
Door middel van wat oefening is men in staat om het drijfvermogen te regelen met behulp van de in- en uitlaatventielen en zo in het water elke gewenste stijging, daling of positionering te realiseren.
Elk vest heeft één luchtkamer, die verdeeld is over diverse delen van het vest, afhankelijk van de fabrikant en het doel. Men gebruikt het woord vest, omdat de meeste trimvesten voor recreatief gebruik eruitzien en aangetrokken worden als een vest. 
Ook wordt het vest gebruikt om de duikfles aan de achterkant aan te bevestigen.